# Дзета Возничего
Дзета Возничего (ζ Aur/ζ Aurigae) — затменно-двойная звезда в созвездии Возничего. Имеет несколько исторических названий:
- Хедус I, Хаедус I от латинского «козлёнок»[3], поскольку в древности входило в катастеризм Коза с Козлятами.
- Садатони, Саклатени от арабского الساعد الثاني as-sācid aθ-θānī «вторая рука (Возничего)».Впервые это название появилось в Альфонсовых таблицах, вероятно, оно было перепутано с Бета Возничего[4].

Хедус в видимом диапазоне светит в 1700 раз ярче, чем Солнце. Спектральные исследования, однако, показывают, что Хедус — не одиночная звезда, а двойная, которая состоит из оранжевого яркого гиганта спектрального класса K4 и горячей бело-голубой звезды главной последовательности спектрального класса B5, которые вращаются вокруг друг друга с периодом 972,183 дня (2,66 года). В результате вращения звезды затмевают друг друга. Каждые 2,66 года, меньшая, но более яркая звезда спектрального класса B полностью скрывается позади бо́льшей, более холодной звезды спектрального класса K. В результате затмений видимая величина снижается приблизительно на 15 процентов.
Анализ затмения и скоростей звезд раскрывает подробности их жизни. Находясь на среднем расстоянии 4,2 а. е. звезды вращаются друг вокруг друга по эллиптической орбите, то удаляясь друг от друга на 5,9 а. е. то приближаясь на 2,5 а. е. Масса звезды спектрального класса K в 5,8 раз больше чем у Солнца, радиус в 148 раз больше солнечного (то есть размером с венерианскую орбиту), температура 3950 К, и она имеет светимость 4800 солнечной. Масса звезды спектрального класса B в 4,8 раз больше чем у Солнца, радиус в 4,5 раз больше солнечного, температура 15 300 К, и её яркость 1000 солнечных. Болометрическая светимость системы 5800 солнечных и она больше чем визуальная, так как звезда спектрального класса B испускает большую часть своего излучения в ультрафиолете, в то время как звезда спектрального класса K в инфракрасном диапазоне. В соответствии с теорией звёздной эволюции пара родилась 80 миллионов лет назад. Каждая звезда, в конечном счете, превратится в массивного белого карлика.